# Туро Руді
Туро Руді (угор. Túró Rudi) — шоколадний батончик з начинкою із сиру, популярні ласощі в Угорщині. Випускається двох розмірів (30 г і 51 г) і двох основних видів: з гірким і молочним шоколадом. Також зустрічається «Туро Руді» із сирною начинкою з додаванням абрикосового конфітюру. У «Туро Руді» традиційна обгортка в червоний горошок на ймення угорського виробника «Pöttyös» («горошок»). Зберігається в холодильнику при температурі 4 °C. «Туро Руді» з'явився в Угорщині в 1960-х роках як адаптація радянських сирних сирків.